# Perigrapha scriptobella
Perigrapha scriptobella là một loài bướm đêm trong họ Noctuidae.